# Ngọn đồi hoa hồng anh
Ngọn đồi hoa hồng anh (Nhật: コクリコ坂から; Romanji: Kokuriko zaka Kara; tiếng Anh: From Up on Poppy Hill) là bộ anime do Studio Ghibli thực hiện, dưới sự đạo diễn của Miyazaki Gorō, kịch bản do Miyazaki Hayao (cha của đạo diễn) và Niwa Keiko sáng tác, thiết kế nhân vật bởi Kondō Katsuya. Bộ phim được chuyển thể từ loạt manga cùng tên được vẽ bởi Takahashi Chizuru và được viết bởi Sayama Tetsurō. Bộ phim đã được công chiếu lần đầu ở Nhật Bản vào ngày 16 tháng 7 năm 2011 và trở thành bộ phim Nhật Bản có doanh thu cao nhất trong năm 2011.
Bộ phim lấy bối cảnh Nhật Bản những năm thập niên 1960, nói về một cô gái tên Matsuzaki Umi sống cùng với gia đình trên đỉnh một ngọn đồi ở sát biển, cây Ngu Mỹ Nhân mọc rất nhiều trên ngọn đồi này và hằng ngày cô thường kéo cờ hiệu trong sân nhà vốn là đỉnh của ngọn đồi đó, cha của cô đã mất trong chiến tranh và những lá cờ hiệu cô kéo lên hằng ngày với hy vọng rằng nếu cha cô trở về từ biển có thể nhận ra nhà của mình. Cô đã gặp một nam sinh cùng học trong ngôi trường trung học với mình, người muốn giữ và sửa chữa lại nhà sinh hoạt câu lạc bộ cũ thay vì phá bỏ và xây mới. Cô cũng có tình cảm với anh ta nhưng sau đó qua một số sự kiện họ lại thấy rằng mình có thể có quan hệ huyết thống với nhau.

## Cốt truyện
Matsuzaki Umi là một nữ sinh 16 tuổi của trường trung học Isogo, sống tại Coquelicot Manor, một căn nhà nội trú, nơi nhìn ra cảng Yokohama Nhật Bản. Ryoko, mẹ cô, là một giáo sư y khoa du học tại Mỹ. Umi điều hành ngôi nhà, chăm sóc 2 em nhỏ Sora và Riku và bà Hana. Cô sinh viên đại học Sachiko Hirokouji và bác sĩ thực tập Hokuto Miki cũng sống ở đây. Mỗi sáng, Umi đều kéo những lá cờ hiệu với thông điệp "Cầu mong chuyến đi thuận buồm xuôi gió".
Một ngày nọ, trên báo trường đăng một bài thơ về một cô gái ngày ngày kéo những lá cờ. Kazama Shun, tác giả của bài thơ và cũng là thành viên của câu lạc bộ báo chí, đã nhìn thấy những lá cờ của Umi khi cậu đi tới trường trên con tàu của ba cậu. Shun đã kéo cờ hiệu trả lời cờ của Umi nhưng từ sân nhà mình cô không nhìn thấy vì hàng cây đã che khuất tàu của Shun. Umi gặp Shun ở trường học khi cậu tham gia biểu diễn một vụ giật gân cho tờ báo, để lại cho Umi những ấn tượng không tốt về cậu. Về sau Umi phải đưa Sora đến xin chữ ký của Shun tại tòa nhà Quarter Latin, một tòa nhà cũ kĩ xập xệ nơi tập trung các câu lạc bộ của trường. Tại đó cô phát hiện ra Shun là người xuất bản báo trường, cùng với Shirō Mizunuma, chủ tịch Hội Học Sinh và Umi quyết định giúp họ. Khi thấy Shun thuyết phục các học sinh khác cải tạo thay vì dỡ bỏ Quarter Latin trong buổi tranh luận, Umi đã đề nghị các nữ sinh trong trường cùng tới dọn dẹp và sửa sang lại tòa nhà này.
Trong buổi tiệc chia tay bác sĩ Hokuto tại Coquelicot Manor, Umi đã cho Shun xem bức ảnh chụp 3 hải quân nhân trẻ tuổi. Một trong số họ là Sawamura Yūichirō, người cha đã hi sinh trong chiến tranh Triều Tiên của Umi. Shun ngạc nhiên trước bức ảnh của Umi. Tối hôm đó, cậu mở quyển sổ tay và nhận ra mình cũng có một bức ảnh y hệt của Umi. Shun đã hỏi cha cậu và được biết rằng chính Sawamura đã bế cậu tới nhà Kazama vào một buổi tối không lâu sau khi chiến tranh Thế giới thứ II kết thúc. Gia đình Kazama vừa mới mất đứa con sơ sinh của họ nên họ đã nhận nuôi Shun. Khi thấy Shun tránh mặt mình, Umi đã đối chất với Shun và phát hiện ra họ là anh em ruột. Shun đã kiểm tra những ghi chép của thành phố và phát hiện ra cả hai đều mang họ Sawamura. Umi quyết định giấu kín tình cảm của mình và tiếp tục tình bạn với Shun.
Sau khi việc cải tạo Quarter Latin hoàn tất, Ủy ban Giáo dục tỉnh Kanagawa vẫn giữ nguyên ý định dỡ bỏ tòa nhà. Mọi người đề cử Shun, Umi và Shirō tới Tokyo gặp ngài Tokumaru, một thương nhân và cũng là chủ tịch Hội đồng nhà trường. Ba người đi qua thành phố, lúc ấy đang chuẩn bị cho Olympic Mùa Hè năm 1964, và đã thuyết phục được ông ta tới thăm Quarter Latin. Khi Shirō tách ra khỏi nhóm, Umi thổ lộ tình cảm với Shun. Cậu đáp lại tình cảm của cô bất chấp hoàn cảnh của họ lúc bấy giờ.
Sau khi về nhà, Umi phát hiện mẹ cô đã trở về. Ryoko tiết lộ cha đẻ của Shun là Tachibana Hiroshi – người đàn ông thứ 2 trong tấm hình. Năm 1945, Tachibana qua đời trong một tai nạn đắm tàu. Mẹ của Shun đã qua đời sau khi sinh cậu, còn họ hàng thân thích đều đã chết trong đợt Mỹ ném bom nguyên tử xuống Nagasaki. Ryoko không thể nhận nuôi Shun vì lúc đó đang mang thai Umi, và đang là một sinh viên y khoa. Yūichirō làm giấy khai sinh cho Shun dưới tên mình để cậu không phải trở thành trẻ mồ côi trong những năm hậu chiến đầy biến động sau đó. Shun cuối cùng được nhận nuôi bởi cặp vợ chồng Kazama. Tuy vậy, Umi vẫn còn nhiều băn khoăn.
Tokumaru tới thăm Quarter Latin. Bị gây ấn tượng trước nỗ lực cải tạo tòa nhà này của các học sinh, ông quyết định ngừng việc tháo dỡ tòa nhà. Umi và Shun được gọi tới bến cảng. Họ gặp thuyền trưởng Onodera Yoshio – người đàn ông thứ ba trong tấm hình, đồng thời là người duy nhất còn sống. Xác nhận Umi và Shun hoàn toàn không có quan hệ huyết thống với nhau, ông rồi kể tường tận cho cả hai nghe câu chuyện về ba người lính hải quân hồi trẻ. Với mọi việc đã được giải quyết, Umi quay trở lại Coquelicot Manor cùng với Shun trên chiếc tàu của ba cậu.

## Nhân vật
Matsuzaki Umi (松崎 海)
Lồng tiếng bởi: Nagasawa Masami
Con gái cả của một gia đình điều hành một nhà trọ. Umi nhỏ, trong trí nhớ, được lồng tiếng bởi Aoi Watanabe.
Kazama Shun (風間 俊)
Lồng tiếng bởi: Okada Junichi
Chủ tịch câu lạc bộ báo chí của trường và cũng là người Umi yêu mến.
Matsuzaki Hana (松崎 花)
Lồng tiếng bởi: Takeshita Keiko
Bà ngoại của Umi và là chủ nhà trọ.
Matsuzaki Ryōko (松崎 良子)
Lồng tiếng bởi: Fubuki Jun
Mẹ của Umi, đồng thời là một nhà nghiên cứu của một trường đại học tại Mỹ.
Hokuto Miki (北斗 美樹)
Lồng tiếng bởi: Ishida Yuriko
Một nữ bác sĩ thực tập tại chung cư Coquelicot.
Kazama Akio (風間 明雄)
Lồng tiếng bởi: Omori Nao
Cha nuôi của Shun.
Onodera Yoshio (小野寺 善雄)
Lồng tiếng bởi: Naito Takashi
Một thuyền trưởng và là bạn thân của bố Umi và bố Shun.
Mizunuma Shirō (水沼 史郎)
Lồng tiếng bởi: Kazama Shunsuke
Chủ tịch hội học sinh và là bạn thân của Shun.
Sawamura Yūichirō (澤村 雄一郎)
Lồng tiếng bởi: Okada Junichi
Người cha quá cố của Matsuzaki Umi.
Tachibana Hiroshi (立花 洋)
Lồng tiếng bởi: Kazama Shunsuke
Người cha quá cố của Kazama Shun.
Tokumaru Rijichō (徳丸理事長)
Lồng tiếng bởi: Kagawa Teruyuki
Hiệu trưởng của trường trung học Isogo và là một thương nhân sống ở Tokyo. Nhân vật này dựa trên chủ tịch của Tokuma Shoten ngài Yasuyoshi Tokuma.

## Sản xuất
Việc thực hiện Ngọn đồi hoa hồng anh được Studio Ghibli chính thức công bố vào ngày 15 tháng 12 năm 2010 như bộ phim mới của mình cho năm 2011. Bộ phim này được chuyển thể từ loạt manga dành cho shōjo cùng tên do Takahashi Chizuru và Sayama Tetsurō thực hiện. Cũng như nói rằng bộ phim sẽ do Miyazaki Gorō đạo diễn, ông là người con cả của đạo diễn Miyazaki Hayao, Gorō từng thực hiện bộ hiện bộ phim Huyền thoại đất liền và đại dương và đây sẽ là tác phẩm thứ hai của ông. Bộ phim được hợp tác sản xuất giữa các hãng như Studio Ghibli, Nippon Television, Dentsū, Hakuhōdō DY Media Partners, Mitsubishi Corporation và Tōhō lo phần công chiếu tại các rạp Walt Disney Studios Japan lo phần phân phối khi phát hành đĩa.
Sau thảm họa động đất và sóng thần Tōhoku 2011 thì việc sản xuất phim đã bị gián đoạn do bị mất diện diện rộng và việc thực hiện bộ phim phải làm vào ban đêm để cố bắt kịp với lịch dự định giảm tối thiểu sự chậm trễ. Khi thông tin tiếp theo được công bố thì bộ phim đã hoàn thành được 50% và nói thêm rằng nó có thể đã hoàn thành 70% nếu thảm họa không xảy ra. Dù vậy Miyazaki Hayao vẫn công bố lịch công chiếu là vào ngày 16 tháng 7 năm 2011 như công bố trước đó và nói đó là trách nhiệm mà hãng sẽ phải làm.
Việc đạo diễn hình ảnh phim có sự tham gia của Yamashita Akihiko (người tham gia thực hiện phần mở đầu của Suikoden III, các tác phẩm Lâu đài bay của pháp sư Howl, Karigurashi no Arrietty), Yamagata Atsushi (Eiga Inuyasha: Jidai o Koeru Omoi, Gin-iro no kami no Agito, Brave Story) và Kōsaka Kitarō (Nasu: Andarushia no Natsu). Ngoài ra còn có các đạo diễn khung hình Futaki Makiko, Ōtsuka Shinji, Honda Takeshi, Hashimoto Takashi, Hamasu Hideki, Tanaka Atsuko cùng Yonebayashi Hiromasa và Aoyama Hiroyuki hai người vốn từng đạo diễn cho Arrietty.

## Phát hành
Bô phim đã công chiếu lần đầu vào ngày 16 tháng 7 năm 2011 tại các rạp ở Nhật Bản, doanh số phim được xếp hạn ba tại thời điểm đó sau hai phim Harry Potter và Bảo bối Tử thần phần hai và bộ đôi Pocket Monsters Best Wishes! The Movie: Victini and the White Hero: Reshiram-Pocket Monsters Best Wishes! The Movie: Victini and the Black Hero: Zekrom. Bộ phim thu về 587 triệu yên với 450.000 khán giả trong lần công chiếu này tại Nhật Bản. Một cuộc triển lãm có tên THE ART OF From Up On Poppy Hill cũng đã được tổ chức ở khu nhà chính của khu cửa hàng phức hợp Seibu tại Tokyo để giới thiệu bộ phim với 130 bản vẽ cùng kịch bản được dùng để làm phim từ ngày 23 đến ngày 28 tháng 7 năm 2011. Triển lãm sau đó được tổ chức tại nhóm chi chánh tại Yokohama của Sogo từ ngày 10 đến 15 tháng 8 năm 2011. Phiên bản DVD/BD của phim đã phát hành vào ngày 20 tháng 6 năm 2012.

## Âm nhạc
Âm nhạc của phim được soạn bởi Takebe Satoshi. Bài hát chủ đề kết thúc của phim là bài Sayonara no Natsu ~Kokuriko-zaka kara~ (さよならの夏~コクリコ坂から~) do Teshima Aoi trình bày. Ngoài ra còn các bài hát phụ được trình bày trong phim như Asagohan no Uta (朝ごはんの歌), Hatsukoi no Koro (初恋の頃), Kon'iro no Uneri ga (紺色のうねりが) cũng do Teshima Aoi trình bày và bài Ue o Muitearukō (上を向いて歩こう) thì do Sakamoto Kyū trình bày.
Album chứa các bản nhạc trình bày bằng piano của phim đã phát hành vào ngày 18 tháng 5 năm 2011. Đĩa đơn chứa bài hát mở đầu và bài hát phụ của phim đã phát hành vào ngày 1 tháng 6 năm 2011. Album chứa các bài hát do Teshima Aoi trình bày biên soạn từ các bản nhạc trong phim anime đã phát hành vào ngày 6 tháng 7 năm 2011 còn album chứa các bản nhạc dùng trong phim đã được Tokuma Shoten phát hành vào ngày 13 tháng 7 năm 2011.
| Kokuriko-zaka kara Image Album Piano ~Sukecchi Shuu~ (コクリコ坂からイメージアルバム〜ピアノスケッチ集〜) | Kokuriko-zaka kara Image Album Piano ~Sukecchi Shuu~ (コクリコ坂からイメージアルバム〜ピアノスケッチ集〜) | Kokuriko-zaka kara Image Album Piano ~Sukecchi Shuu~ (コクリコ坂からイメージアルバム〜ピアノスケッチ集〜) |
| STT | Nhan đề                                                                                                   | Thời lượng                                                                                                |
| --- | --- | --- |
| 1. | "Coquelicot 01"                                                                                           | 3:21 |
| 2. | "Coquelicot 02"                                                                                           | 2:41 |
| 3. | "Coquelicot 03"                                                                                           | 1:50 |
| 4. | "Coquelicot 04"                                                                                           | 1:28 |
| 5. | "Coquelicot 05"                                                                                           | 4:05 |
| 6. | "Coquelicot 06"                                                                                           | 2:47 |
| 7. | "Coquelicot 07"                                                                                           | 1:34 |
| 8. | "Coquelicot 08"                                                                                           | 2:46 |
| 9. | "Coquelicot 09"                                                                                           | 3:00 |
| 10. | "Coquelicot 10"                                                                                           | 2:02 |
| 11. | "Coquelicot 11"                                                                                           | 1:34 |
| 12. | "Coquelicot 12"                                                                                           | 1:54 |
| 13. | "Coquelicot 13"                                                                                           | 2:07 |
| 14. | "Coquelicot 14"                                                                                           | 1:35 |
| 15. | "Coquelicot 15"                                                                                           | 2:35 |
| 16. | "Coquelicot 16"                                                                                           | 1:46 |
| 17. | "Coquelicot 17"                                                                                           | 2:48 |
| 18. | "Coquelicot 18"                                                                                           | 1:36 |
| 19. | "Coquelicot 19"                                                                                           | 2:02 |
| 20. | "Coquelicot 20"                                                                                           | 2:34 |
| 21. | "Coquelicot 21"                                                                                           | 1:47 |
| 22. | "Coquelicot 22"                                                                                           | 2:13 |
| 23. | "Coquelicot 23"                                                                                           | 1:54 |
| 24. | "Coquelicot 24"                                                                                           | 2:24 |
| 25. | "Coquelicot 25"                                                                                           | 1:39 |
| 26. | "Coquelicot 26"                                                                                           | 1:30 |
| 27. | "Sayonara no Natsu~Kokurikozaka kara~ (さよならの夏～コクリコ坂から～)"                                   | 2:40 |
| 28. | "Ue o Muite Arukou (上を向いて歩こう)"                                                                    | 2:50 |
| Tổng thời lượng:                                                                                          | Tổng thời lượng:                                                                                          | 1:04:28                                                                                                   |

| Sayonara no Natsu ~Kokuriko-zaka kara~ (さよならの夏～コクリコ坂から～) | Sayonara no Natsu ~Kokuriko-zaka kara~ (さよならの夏～コクリコ坂から～)                                       | Sayonara no Natsu ~Kokuriko-zaka kara~ (さよならの夏～コクリコ坂から～) |
| STT                                                                     | Nhan đề | Thời lượng                                                              |
| ----------------------------------------------------------------------- | --- | ----------------------------------------------------------------------- |
| 1.                                                                      | "Sayonara no Natsu ~Kokurikozaka kara~ (さよならの夏～コクリコ坂から～)"                                      | 5:20                                                                    |
| 2.                                                                      | "Asagohan no Uta (朝ごはんの歌)"                                                                              | 2:52                                                                    |
| 3.                                                                      | "Hatsukoi no Goro (初恋の頃)"                                                                                 | 3:10                                                                    |
| 4.                                                                      | "Sayonara no Natsu~Kokurikozaka kara~Orijinaru・Karaoke (さよならの夏～コクリコ坂から～オリジナル・カラオケ)" | 5:21                                                                    |
| Tổng thời lượng:                                                        | Tổng thời lượng:                                                                                              | 16:43                                                                   |

| Kokuriko-zaka kara~Kashuu (コクリコ坂から～歌集) | Kokuriko-zaka kara~Kashuu (コクリコ坂から～歌集)                         | Kokuriko-zaka kara~Kashuu (コクリコ坂から～歌集) |
| STT                                              | Nhan đề                                                                  | Thời lượng                                       |
| ------------------------------------------------ | ------------------------------------------------------------------------ | ------------------------------------------------ |
| 1.                                               | "Sayonara no Natsu~Kokurikozaka kara~ (さよならの夏～コクリコ坂から～)"  | 5:02                                             |
| 2.                                               | "Escape (エスケープ)"                                                    | 3:12                                             |
| 3.                                               | "Asagohan no Uta (朝ごはんの歌)"                                         | 2:52                                             |
| 4.                                               | "Hata (旗)"                                                              | 4:18                                             |
| 5.                                               | "Haru no Kaze (春の風)"                                                  | 4:41                                             |
| 6.                                               | "Natsukashii Machi (懐かしい街)"                                         | 3:38                                             |
| 7.                                               | "Namiki Michi Kaeri Michi (並木道 帰り道)"                               | 2:52                                             |
| 8.                                               | "Ame (雨)"                                                               | 4:19                                             |
| 9.                                               | "Hatsukoi no Goro (初恋の頃)"                                            | 3:29                                             |
| 10.                                              | "Akai Suitei (赤い水底)"                                                 | 4:00                                             |
| 11.                                              | "Koniro no Uneri ga (紺色のうねりが)"                                    | 2:20                                             |
| 12.                                              | "Ai o Komete. Umi (愛をこめて。海)"                                      | 4:10                                             |
| 13.                                              | "Sayonara no Natsu ~Kokurikozaka kara~ (さよならの夏～コクリコ坂から～)" | 5:21                                             |
| Tổng thời lượng:                                 | Tổng thời lượng:                                                         | 50:32                                            |

| Kokuriko-zaka Kara Soundtrack (コクリコ坂から サウンドトラック) | Kokuriko-zaka Kara Soundtrack (コクリコ坂から サウンドトラック)          | Kokuriko-zaka Kara Soundtrack (コクリコ坂から サウンドトラック) |
| STT                                                             | Nhan đề                                                                  | Thời lượng                                                      |
| --------------------------------------------------------------- | ------------------------------------------------------------------------ | --------------------------------------------------------------- |
| 1.                                                              | "Yoake ~ Asa-gohan no Uta (夜明け～朝ごはんの歌)"                        | 3:04                                                            |
| 2.                                                              | "Asa no tsūgakuji (朝の通学路)"                                          | 2:21                                                            |
| 3.                                                              | "Bakasawagi (馬鹿騒ぎ)"                                                  | 1:03                                                            |
| 4.                                                              | "Tsuioku (追憶)"                                                         | 2:02                                                            |
| 5.                                                              | "Otenki Musume (お天気むすめ)"                                           | 0:45                                                            |
| 6.                                                              | "Karuche Ratan (カルチェラタン)"                                         | 2:22                                                            |
| 7.                                                              | "Yūhi no Bushitsu (夕陽の部室)"                                          | 1:25                                                            |
| 8.                                                              | "Ue o Muite Arukō (上を向いて歩こう)"                                    | 3:11                                                            |
| 9.                                                              | "E no Naka no Hata (絵の中の旗)"                                         | 0:29                                                            |
| 10.                                                             | "Shiroi Hana no Saki (Gasshō) (白い花の咲 (合唱)"                        | 0:57                                                            |
| 11.                                                             | "Hatsukoi no Koro (初恋の頃)"                                            | 1:29                                                            |
| 12.                                                             | "Party (パーティー)"                                                     | 1:50                                                            |
| 13.                                                             | "Akai Kawa no Tanima (Gasshō) (赤いの河の谷間 (合唱))"                   | 0:43                                                            |
| 14.                                                             | "Shingōki (信号旗)"                                                      | 1:31                                                            |
| 15.                                                             | "Yūgure no Unga (夕暮の運河)"                                            | 1:50                                                            |
| 16.                                                             | "Ōsōji (大掃除)"                                                         | 2:15                                                            |
| 17.                                                             | "Kaisō (回想)"                                                           | 2:20                                                            |
| 18.                                                             | "Ame no Kaerimichi (雨の帰り道)"                                         | 1:31                                                            |
| 19.                                                             | "Yume (夢)"                                                              | 2:52                                                            |
| 20.                                                             | "Danketsu (団結)"                                                        | 1:04                                                            |
| 21.                                                             | "Esukēpu (エスケープ)"                                                   | 0:59                                                            |
| 22.                                                             | "Namari Iro no Umi (鉛色の海)"                                           | 0:35                                                            |
| 23.                                                             | "Kokuhaku (告白)"                                                        | 1:19                                                            |
| 24.                                                             | "Haha - Kōru Kokoro (母 恋うる心)"                                       | 3:04                                                            |
| 25.                                                             | "Saikai (再会)"                                                          | 0:48                                                            |
| 26.                                                             | "Yōkoso Karuche Ratan e (ようこそカルチェラタンへ)"                      | 1:18                                                            |
| 27.                                                             | "Kon'iro no Uneri ga (Gasshō) (紺色のうねりが (合唱))"                   | 1:14                                                            |
| 28.                                                             | "Ashita ni Mukatte Hashire (明日に向って走れ)"                           | 1:37                                                            |
| 29.                                                             | "Sayonara no Natsu ~Kokuriko-zaka Kara~ (さよならの夏 ~コクリコ坂から~)" | 4:08                                                            |
| Tổng thời lượng:                                                | Tổng thời lượng:                                                         | 50:32                                                           |

## Đón nhận
Kokuriko-zaka Kara đã trở thành phim Nhật Bản có doanh thu cao nhất năm từ khi nó công chiếu lần đầu vào tháng 7 năm 2011. Phim đã giành được giải Phim hoạt hình của năm tại lễ trao giải viện hàn lâm Nhật Bản lần thứ 35 và lễ trao giải anime Tokyo lần thứ 11 vào năm 2012. Bộ phim còn được đề cử giải Phim hoạt hình xuất sắc nhất tại Lễ trao giải điện ảnh châu Á Thái Bình Dương lần thứ 6.
Bộ phim đã nhận được các đánh giá tích cực. Mark Schilling tại The Japan Times đã đánh giá phim là "Bộ phim trong sáng đến cường điệu dành cho giới trẻ". Dù nói là cốt truyện của bộ phim dễ đoán trước và nói đạo diễn phim là "người luôn theo lối vạch sẵn", tuy nhiên ông cũng khen bộ phim là "Có vô số chi tiết thực tế cuộc sống khiến người xem hoài cổ". Kondo Takashi của The Daily Yomiuri thì nói rằng "Phim có nhiều kinh nghiệm mà hiện tại đã mất đi trong cuộc sống của chúng ta", "Việc hai cha con cùng thực hiện đã có một kết quả tuyệt vời và Ngọn đồi hoa hồng anh là một tác phẩm đang cần xem trong thời đại này".